# Канель, Геннадий Исаакович
Геннадий Исаакович Канель (30 июня 1944 — 31 января 2021) — советский и российский физик, доктор физико-математических наук (1987), профессор (1996), член-корреспондент Российской академии наук (25 мая 2006) по Отделению энергетики, машиностроения, механики и процессов управления РАН по специальности «Механика твердого деформируемого тела». Лауреат Государственной премией СССР (1988), в 2005 награждён медалью ордена «За заслуги перед Отечеством» II степени.

## Биография
В 1966 году окончил окончил физико-технический факультет Томского государственного университета им. В. В. Куйбышева по специальности «баллистика». В 1972 году защитил кандидатскую диссертацию на тему «Исследование волновых взаимодействий и откола в конденсированных веществах». В 1987 году Г. И. Канель защитил докторскую диссертацию на тему «Релаксационные процессы при ударном сжатии конденсированных веществ». Г. И. Канель с 1967 по 1988 года работал в филиале Института химической физики АН СССР (в настоящее время — Институт проблем химической физики РАН) в Черноголовке, с 1988 года работал в Объединённом институте высоких температур РАН (ОИВТ РАН), занимал должность заместителя директора.
Похоронен на Макаровском кладбище (село Макарово, городской округ Черноголовка, Московская обл.).

## Научная и преподавательская деятельность
Основная сфера научных интересов Г. И. Канеля — механика ударно-волновых явлений в конденсированных средах. Является автором более 200 научных работ, 5 монографий. Г. И. Канель осуществляет преподавательскую деятельность в МГУ и МФТИ, член редколлегий научных журналов «Известия РАН. Механика твердого тела» и «Теплофизика высоких температур», член Российского национального комитета по теоретической и прикладной механике, Научного совета по горению и взрыву РАН, экспертного совета ВАК по физике, заместитель председателя специализированного докторского совета при Объединенном институте высоких температур, член специализированных докторских советов при Институте проблем химической физики и Институте физики высоких давлений РАН.
Г. И. Канелем исследованы упругопластические, прочностные и кинетические свойства обширного круга материалов при экстремальных скоростях деформирования, получены соотношения, необходимые для расчетов действия взрыва и высокоскоростного удара. Г. И. Канель впервые провел исследования кинетики энерговыделения в ударных и детонационных волнах в твердых взрывчатых веществах, ученым были обнаружены и исследованы волны разрушения в ударно-сжатых хрупких материалах, зафиксировано приближение к предельной прочности твердых тел при наносекундных длительностях нагрузки.

## Основные публикации
- Канель Г. И., Разоренов С. В., Уткин А. В., Фортов В. Е. Ударно-волновые явления в конденсированных средах. — М.: Янус-К, 1996. — 407 с.
- Kanel G. I., Razorenov S. V., Fortov V. E. Shock-Wave Phenomena and the Properties of Condensed Matter. — New York: Springer, 2004. — 320 с.
- Канель Г. И., Разоренов С. В., Фортов В. Е. Волны разрушения в ударно-сжатом стекле // Успехи механики. — 2005. — Т. 3, № 3. — С. 3—5.
- Канель Г. И., Разоренов С. В., Фортов В. Е. Ударные волны в физике конденсированного состояния // Успехи физических наук. — 2007. — Т. 177, № 8. — С. 809—830.
- Канель Г. И., Разорёнов С. В., Уткин А. В., Фортов В. Е. Экспериментальные профили ударных волн в конденсированных веществах. — М., 2008. — 248 с.